# Râul Doamnei (stație de metrou)
Râul Doamnei este o stație de pe magistrala M5 din București. Aceasta este, totodată, prima stație a magistralei.

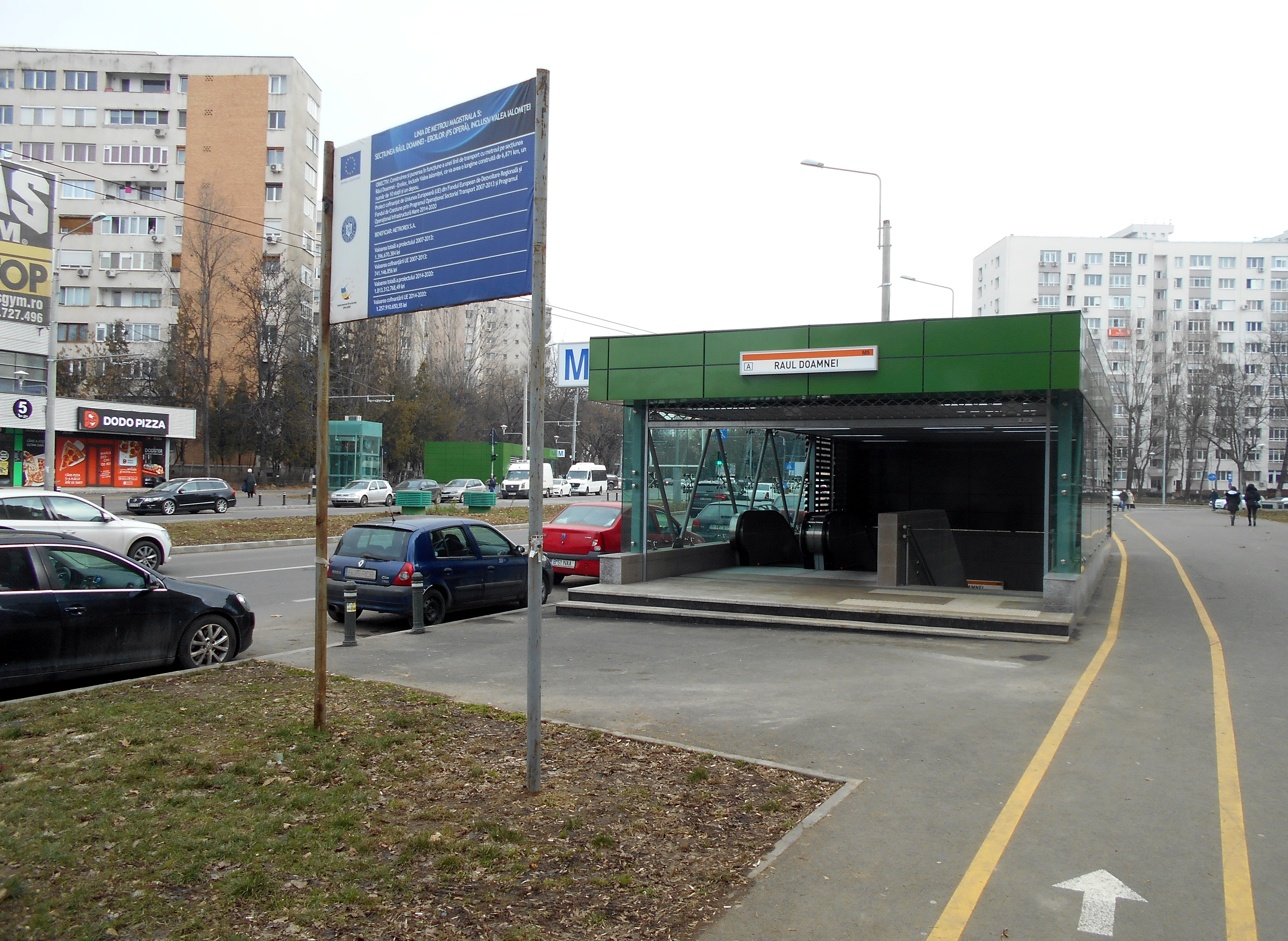
Holul stației de metrou